# Хоххойслер, Кристоф
Кристоф Хоххойслер (нем. Christoph Hochhäusler, род. 10 июля 1972 года, Мюнхен, Бавария, ФРГ) — немецкий режиссёр, сценарист и кинокритик, представитель Берлинской школы. Лауреат международных кинофестивалей.

## Биография

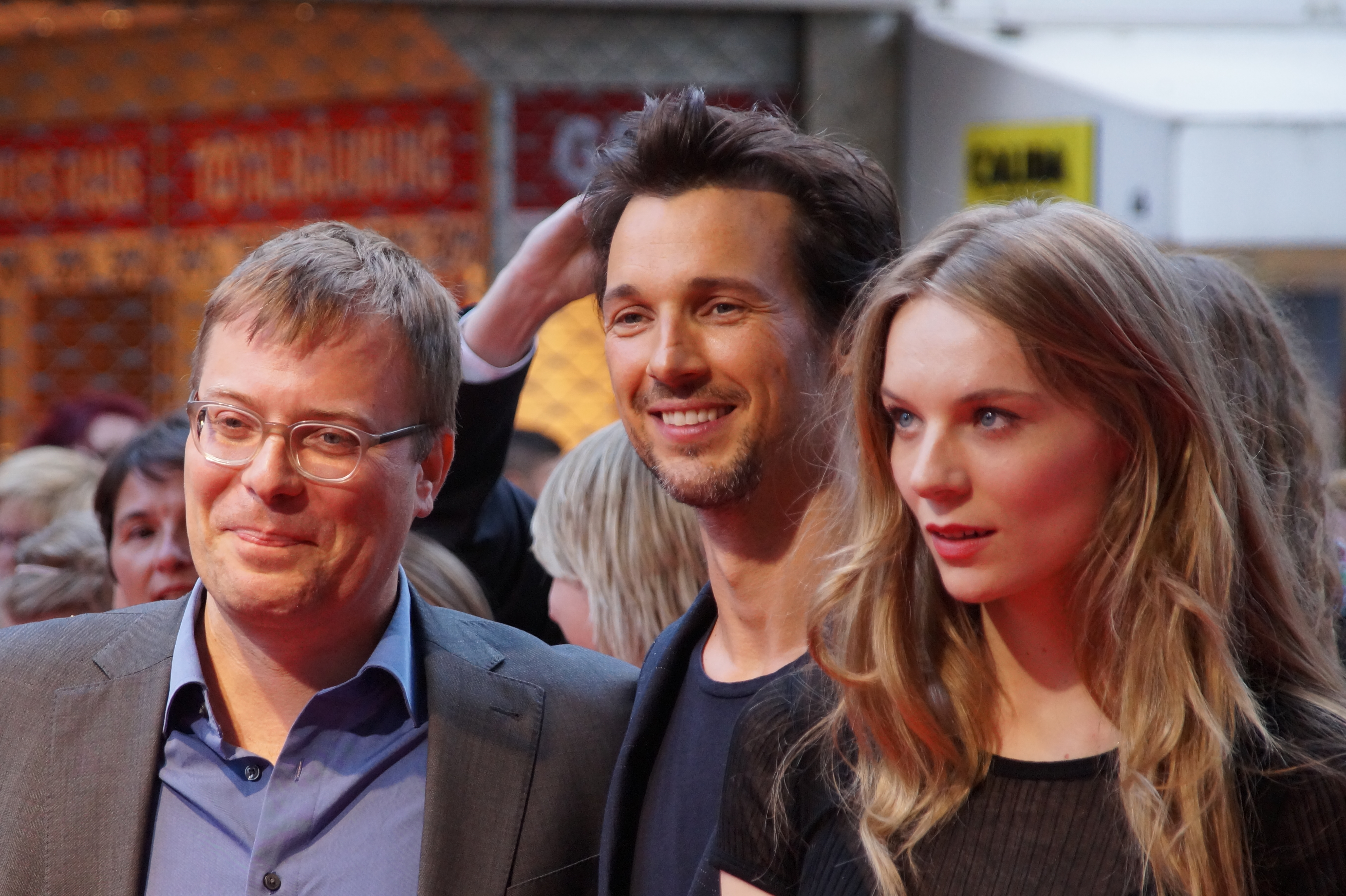
Кристоф Хоххойслер (слева) на премьере фильма «Ложь победителей» (2015)

Учился в 1993—1995 годах на факультете архитектуры в Техническом университете Берлина, а затем с 1996 по 2004 год на факультете режиссуры Университета кино и телевидения в Мюнхене.
Стал учредителем и одним из редакторов журнала «Revolver». Журнал был основан в 1998 году совместно с Бенджамином Гейзенбергом и Себастьян Кутцли. Будучи студентами, они были недовольны преподаванием теории и истории кино. В этом журнале внимание уделялось не новинкам массового кино, а фильмам, расширяющим возможности кино. В начале 2000 годов редакция журнала переехала в Берлин для поиска средств на самостоятельные съёмки фильма. Здесь стали регулярно проводиться мероприятия «Revolver live» (публичные встречи с режиссёрами художественно значимых фильмов). Был создан интернет-вариант журнала. В настоящее время журнал является рупором Берлинской школы, а сам режиссёр — её основным теоретиком.
В 1998 году режиссёр снял свой первый короткометражный фильм «Fieber», который был отмечен на фестивале в Оберхаузене. В 2000 году выступил ассистентом режиссёра в короткометражном фильме своего друга Беньямина Гейзенберга «Der Bombenkönig».
В 2003 году снял свой первый полнометражный фильм «Молочный лес». При написании сценария Хоххойслер и его сотрудник Хайзенберг использовали сюжет сказки братьев Гримм о Гензеле и Гретеле, перенеся её действие в современные Германию и Польшу. Сюжет лишён сказочных элементов, роль леса выполняют реалии двух стран. Мачеха оставляет мальчика и девочку на обочине дороги в соседней Польше, где их подбирает водитель-поляк (Мирослав Бака, известный исполнением роли убийцы в фильме «Короткий фильм об убийстве» Кшиштофа Кесьлёвского), который сначала пытается помочь им, а затем, узнав о богатстве их отца, — использовать для получения выкупа. Кинокритики сравнивали этот фильм с фильмом Теодороса Ангелопулоса «Пейзаж в тумане» (1988 год), которым вдохновлялся режиссёр, отмечая, что в фильме Ангелопулоса дети являются однозначно положительными персонажами, в то время как Хоххойслер подчёркивает безразличие мальчика и жестокость девочки.
Второй полнометражный фильм режиссёра — «Ложный свидетель» (2005). Герой фильма теряет различение своей фантазии и реальности, принимает на себя вину за дорожное происшествие и за воображаемый теракт.
В 2009 году Хоххойслер принял участие в альманахе «Германия-09», объединившем работы немецких режиссёров коммерческого кино и Берлинской школы. Хоххойслеру в альманахе принадлежит новелла о воображаемом переселении на другую планету, на которой переселенцев охватывает тоска по родине.
В 2010 году снял фильм «Под тобой город». Финансист-герой фильма отправляет своего подчинённого в Индонезию, якобы для руководства филиалом своего банка. В действительности за назначением скрывается обречённость его на гибель, чтобы завести любовную интригу с его женой. Сам режиссёр писал о фильме:

«Мы встречались с банкирами всех уровней и оттенков, от председателя правления до рядового менеджера. Но нас интересовали не факты, а атмосфера банковских коридоров власти, внешние атрибуты этой профессии, одежда, манеры, жаргон банкиров и тому подобное».
Фильм стал участником программы «Особый взгляд» Каннского кинофестиваля, получил награды за сценарий и режиссуру на нескольких международных кинофестивалях.
Принял участие в съёмках телевизионной трилогии «Три жизни» (другое название: «Dreileben»), демонстрирующей принципы Берлинской школы. Эти полуторачасовые фильмы объединяет вымышленный немецкий городок Драйлебен. Три фильма поставлены Кристианом Петцольдом, Домиником Графом и Кристофом Хоххойслером. Фильм Хоххойслера — психологический триллер о человеке, осуждённом за убийство, которого он не совершал, бежавшего из заточения и вынужденного скрываться от преследования.
В 2014 году снял политический триллер «Ложь победителей». Критики и массовая аудитория оценили его как неудачный.
Режиссёр планирует снять ремейк фильма «Доктор Мабузе» Фрица Ланга.

## Фильмография
| Год  | Название фильма                                                                              | Режиссёр | Автор сценария | Награды |
| ---- | -------------------------------------------------------------------------------------------- | -------- | -------------- | --- |
| 1990 | Fieber (Германия, 13 минут)                                                                  | Да       | Да             | Oberhausen International Short Film Festival, 1999 — German Competition — Honorable Mention для Кристофа Хоххойслера |
| 2003 | Молочный лес (Milchwald, Германия, Польша, 87 минут)                                         | Да       | Да             | Angers European First Film Festival, 2004 — Победитель в номинации Лучший саундтрек. Chicago International Film Festival, 2003 — Номинация на Gold Hugo в категории Лучшая режиссура. Film+, 2005 — Номинация в категории Лучший монтаж. Montréal World Film Festival, 2003 — Номинация на Grand Prix des Amériques в категории Лучшая режиссура. Nuremberg Film Festival «Turkey-Germany», 2004 — Номинация в категории Лучший фильм |
| 2005 | Falscher Bekenner (Германия, Дания, 94 минуты)                                               | Да       | Да             | Bogota Film Festival, 2005 — Номинация на Golden Precolumbian Circle в категории Лучший фильм. Chicago International Film Festival, 2005 — Номинация на Gold Hugo в категории Лучшая режиссура. Max Ophüls Festival, 2006 — Номинация на Max Ophüls Award для режиссёра. Munich Film Festival, 2005 — Young German Cinema Award в номинации Schauspiel — männlich. New Faces Awards, Germany, 2007 — Номинация на New Faces Award в категории Лучший актёр. Nuremberg Film Festival «Turkey-Germany», 2006 — Победитель в номинации Лучший актёр, номинация в категории Лучший фильм |
| 2009 | Deutschland 09 — 13 kurze Filme zur Lage der Nation (Германия, эпизод Сеанс в альманахе)     | Да       | Да             | |
| 2010 | Под тобой город (Unter dir die Stadt, Германия, Франция, 107 минут)                          | Да       | Да             | Каннский кинофестиваль, 2010 — Номинация в категории Un Certain Regard Award для режиссёра. German Film Critics Association Awards, 2012 — Победитель в номинации Лучшая музыка, номинации в категориях Лучший фильм и Лучший оператор. Munich Film Festival, 2010 — Young German Cinema Award за сценарий. Другие награды и номинации. |
| 2011 | Одна минута темноты (Eine Minute Dunkel, Германия, 90 минут, эпизод в телесериале Dreileben) | Да       | Да             | Победитель — Adolf Grimme Awards, Germany, 2012 — Победитель в номинации Outstanding Individual Achievement. German Television Awards, 2011 — Победитель в номинации Outstanding Individual Achievement. Les Arcs European Film Festival, 2011 — Победитель в номинации Лучший оператор, номинация в категории Crystal Arrow для режиссёра. Romy Gala, Austria, 2012 — Победитель в номинации Лучшая режиссура телефильма. |
| 2014 | Ложь победителей / Die Lügen der Sieger (Германия, 112 минут)                                | Да       | Да             | |
| 2023 | До конца ночи                                                                                | Да       | Да             | |